# Contagio intencionado de agentes infecciosos
El contagio intencionado de infección, también llamado contagio  voluntario, contagio consciente o transmisión intencional es el acto mediante el cual una persona infecta deliberadamente a otra con un patógeno a sabiendas de que será contagiada. En algunas legislaciones de algunos países se ha criminalizado este acto, logrando judicializarlo y considerarlo como agravante por dolo. Uno de los casos más frecuentes de contagio intencionado es el de virus y bacterias que son consideradas infecciones de transmisión sexual, siendo comúnmente los métodos más comunes a través del uso malicioso de jeringas y por el acto sexual no seguro.

## VIH/sida

### Legislación internacional
De acuerdo al Programa Conjunto de las Naciones Unidas sobre el VIH/sida (ONUSIDA), se considera pertinente aplicar una legislación penal a quienes infectan de manera intencionada el virus o exponen a personas a él, como una manera de controlar la pandemia de VIH/SIDA. Asimismo, el Tribunal Europeo de Derechos Humanos tiene regulaciones específicas para condenar el contagio de VIH en situaciones culposas.

### Legislaciones nacionales
En España, las personas con VIH (en garantía de su derecho a la intimidad) no tienen la obligación legal de revelar a sus parejas sexuales, ya sean esporádicas o estables, su condición de salud, pues la simple puesta en peligro no está, en principio, considerada ni como delito ni como falta administrativa.
En Escocia, ha habido varias sentencias judiciales contra personas que han infectado de manera culposa a sus víctimas con algún virus, especialmente el de VIH. Fallos judiciales similares han ocurrido en otros países europeos, como Italia y Alemania, así como también en países africanos, Canadá, Estados Unidos y Paraguay.
En algunos países donde no se ha incluido explícitamente en su ordenamiento jurídico el contagio de virus de manera culposa, se ha logrado condenar, a través de la interpretación jurídica, estos actos por figuras legales más ambiguas, como el delito de lesiones graves o menos graves, dependiendo del criterio y legislación de cada país.
En Libia, seis profesionales de la salud fueron condenados a muerte en 2006 acusados de contagiar deliberadamente a 400 niños con VIH en ese país.
En Chile fue presentada una moción en el Congreso Nacional en 2018 para modificar el Código Penal de Chile con el fin de condenar a quienes contagian con el virus del VIH a los portadores que sepan que lo padecen.
En Argentina, la justicia ha condenado con hasta diez años de cárcel bajo el delito de lesiones graves o gravísimas, a personas que han infectado a otras con el virus del VIH de manera intencional, especialmente a sus exparejas.

### Bugchasing
Para el caso del bugchasing, donde una persona busca voluntariamente ser infectada, no se considera como delito doloso al ser una acción que es catalogada como autolesión imprudente. No obstante, debe ser demostrado que no hubo intencionalidad maliciosa o engañosa por parte del portador seropositivo del virus, pudiendo indistintamente ser sometido a penalidad bajo cuasidelito de lesiones.

## Covid-19 (coronavirus)
Durante la aparición de la pandemia de enfermedad por coronavirus entre fines de 2019 y comienzos de 2020, se investigó un posible contagio masivo intencionado del virus en Corea del Sur, el segundo país más afectado por casos de infectados al comienzo del brote del virus (después de China), donde el 60% de los casos pertenecían a una secta religiosa cristiana denominada como Iglesia de Jesús Shincheonji, Templo del Tabernáculo del Testimonio. Sin embargo, la policía y la justicia descartaron la intencionalidad del virus en sus investigaciones y su líder religioso, Lee Man-hee, pidió disculpas públicas por las infecciones masivas de sus fieles, quienes se habrían infectado al concurrir seguido a uno de sus templos.
En Italia, el país más afectado de Europa al comienzo del brote del coronavirus, como medida preventiva, el gobierno de ese país estableció una cuarentena a nivel nacional por el brote infeccioso, cerrando sus fronteras dentro del espacio Schengen, disponiendo estrictas medidas de seguridad para que sus ciudadanos se mantengan en sus hogares y eviten cualquier evento masivo, pudiéndose considerar como falta o incluso delito el hecho de que una persona con claros síntomas del virus no obedezca las instrucciones dadas por las autoridades, exponiéndose a multas e incluso penas de cárcel.
En Filipinas, el presidente de ese país, Rodrigo Duterte, dispuso la orden de «disparar a matar» a todos quienes violen la cuarentena dispuesta en el país, al considerarlo como un acto imprudente que pone en riesgo la seguridad nacional del país asiático.
En Argentina, fue procesado un joven de 24 años bajo el cargo de «propagación de enfermedad peligrosa», por haber contagiado a su abuelo con coronavirus, quien falleció producto de Covid-19 luego de haber asistido juntos a una fiesta ya habiendo presentado los síntomas del virus con anterioridad.